# WWE Main Event
WWE Main Event — телевизионная программа о рестлинге, выпускаемая компанией WWE. В часовой программе участвуют исполнители младшего уровня из бренда WWE Raw, и она выходит в основном на телевизионных рынках за пределами США. В США, после первоначального показа на Ion Television, новые эпизоды позже выходят исключительно на потоковом сервисе Hulu, где новые эпизоды выходят по четвергам в 6:00 утра по восточному времени.
Main Event обычно записывается в понедельник вечером, непосредственно перед прямым эфиром WWE Raw. До 28 ноября 2016 года шоу снималось перед WWE SmackDown.

## История
Шоу впервые вышело в эфир в США на телеканале Ion Television, премьера состоялась 3 октября 2012 года и транслировался по средам. WWE рассматривала сериал как идейную замену WWE Superstars (который ранее выходил на WGN America до 2011 года, а после перешел на цифровые платформы WWE в США). Hulu также приобрел права на шоу, как часть более крупного соглашения, которое включало права на видео по запросу основных еженедельных программ WWE.
Ion Television прекратила выпуск шоу в апреле 2014 года; после отмены WWE показала в прямом эфире эпизод Main Event из Детройта на своем новом сервисе подписки WWE Network. Сообщалось, что это был стресс-тест для прямых трансляций на сервисе в рамках подготовки к WrestleMania XXX.
Main Event изначально позиционировался как небрендированное шоу, в котором участвовали исполнители из ростеров Raw и SmackDown. После драфта WWE 2016 года программа стала эксклюзивной для SmackDown. После отмены WWE Superstars программа Main Event стала эксклюзивной для Raw.